# Tommaso Lequio di Assaba
Tommaso Lequio di Assaba (n. 21 octombrie 1893, Cuneo, Piemont, Italia – d. 17 decembrie 1965, Roma, Italia) a fost un sportiv ce a reprezentat Italia, medaliat olimpic. A participat la 3 ediții ale Jocurilor Olimpice (1920, 1924, 1928) în care a câștigat o medalie de aur, o medalie de argint și o medalie de bronz.